# Timo Räisänen
Timo Peter Räisänen (* 25. Juli 1979 in Göteborg) ist ein schwedischer Pop-Musiker.
Er spielte zusammen mit Håkan Hellström in dessen Band und ist seit 2004 als Solokünstler aktiv. Mit Lovers are Lonely brachte er 2005 sein erstes Album heraus. Räisänen, dessen Vater Finne ist, erfreut sich in Schweden großer Beliebtheit. Er erhielt 2007 den P3 Guld-Preis als bester männlicher Künstler sowie 2008 das Goldene Mikrofon als bester Live-Musiker des Jahres.
Bei den MTV Europe Music Awards 2007 war er für den regionalen Award Schweden nominiert.

## Diskografie

### Alben
- 2005 – Lovers are Lonely
- 2006 – I’m Indian
- 2007 – Love Will Turn You Around
- 2008 – ...And Then There Was Timo
- 2010 – The Anatomy Of Timo Räisänen
- 2012 – Endeavor

### Singles
- 2004 – Lovers are Lonely
- 2005 – Don’t Let the Devil Ruin it All
- 2005 – Pussycat

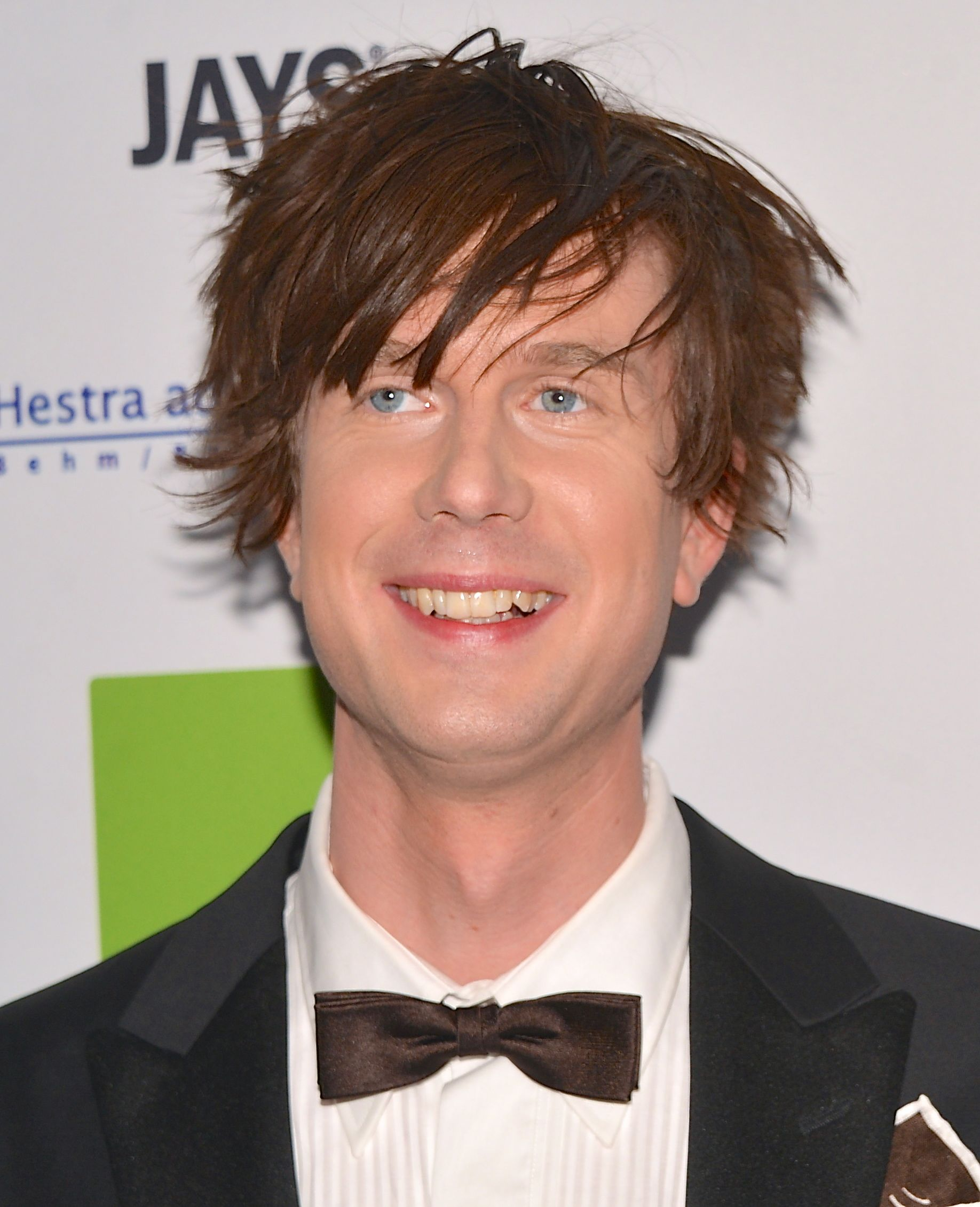
Timo Räisänen (2013)

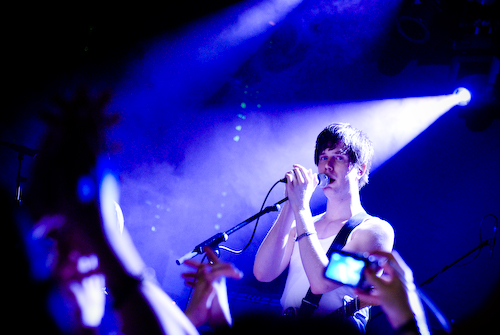
Räisänen in Kopenhagen

- 2006 – Fear No Darkness, Promised Child
- 2006 – Let’s Kill Ourselves a Son
- 2007 – Sweet Marie
- 2007 – My Valentine
- 2008 – Sixteen
- 2008 – Spill Your Beans
- 2008 – About You Now
- 2010 – Numbers